# Usine de retraitement de Wackersdorf
 (mars 2013).
L'usine de retraitement de Wackersdorf (WAA) Wackersdorf, en Bavière, était un projet destiné à traiter les combustibles usés provenant des réacteurs nucléaires allemands. La population locale ainsi que de nombreux opposants ont empêché le gouvernement bavarois de l'édifier, de 1981 jusqu'à 1989, date à laquelle le gouvernement abandonna le projet. L'usine n'a jamais été achevée, et le site est devenu un site industriel d'innovation (Parc Wackersdorf).
Les conflits avec les forces de l'ordre ont provoqué 3 morts en 1986 :  Erna Sielka le 2 mars, Alois Sonnleitner le 31 mars et le policier Johann Hirschinger le 24 septembre.
Ce projet d'usine de retraitement était un symbole de progrès pour le gouvernement bavarois. Au contraire, il représentait la technocratie et l'absurdité de l'utilisation de l'énergie nucléaire pour les habitants et les opposants. La résistance organisa un festival de rock contre la WAA, le Anti-WAAhnsins-Festival (festival anti-folie; le nom est un jeu des mots de WAA et Wahnsinn = folie) les 26 et 27 juillet 1986. Avec plus de 100000 visiteurs, il devint le plus grand festival de rock allemand jamais réalisé, et était appelé "le Woodstock allemand".

## Filmographie
Deux films sur le projet et sa contestation :
- Nucléaire, non merci, film allemand de 2018 d'Oliver Haffner ;

- Hans Schuierer, rebelle du nucléaire, court documentaire de 2022 de Ruxandra Annonier.

## Monuments de la résistance contre la WAA

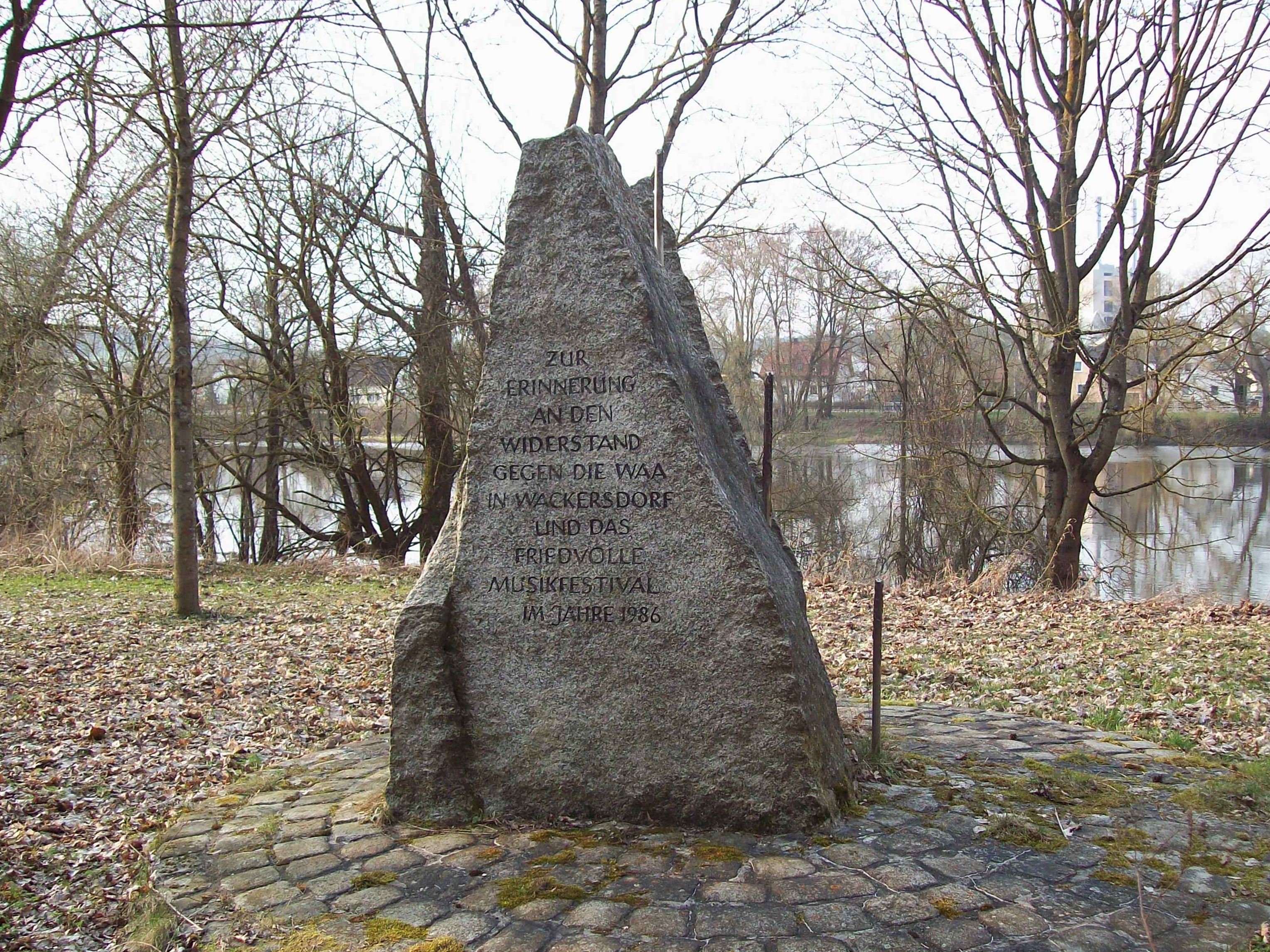
Monument du Anti-WAAhnsinns-Festival de rock contre la WAA dans Burglengenfeld

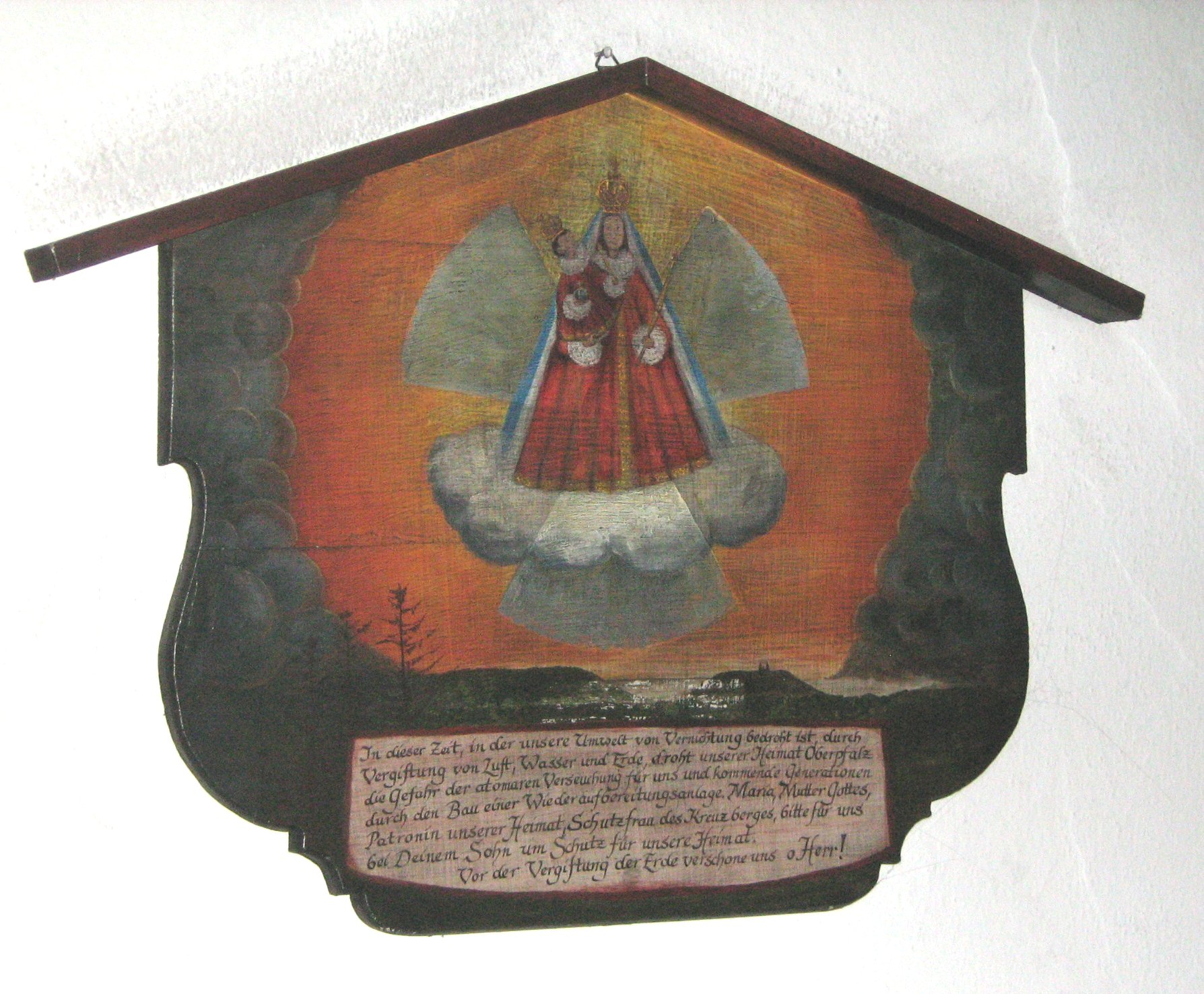
Ex-voto traditionnel dans l'église du Kreuzberg dans Schwandorf avec une prière contre la WAA

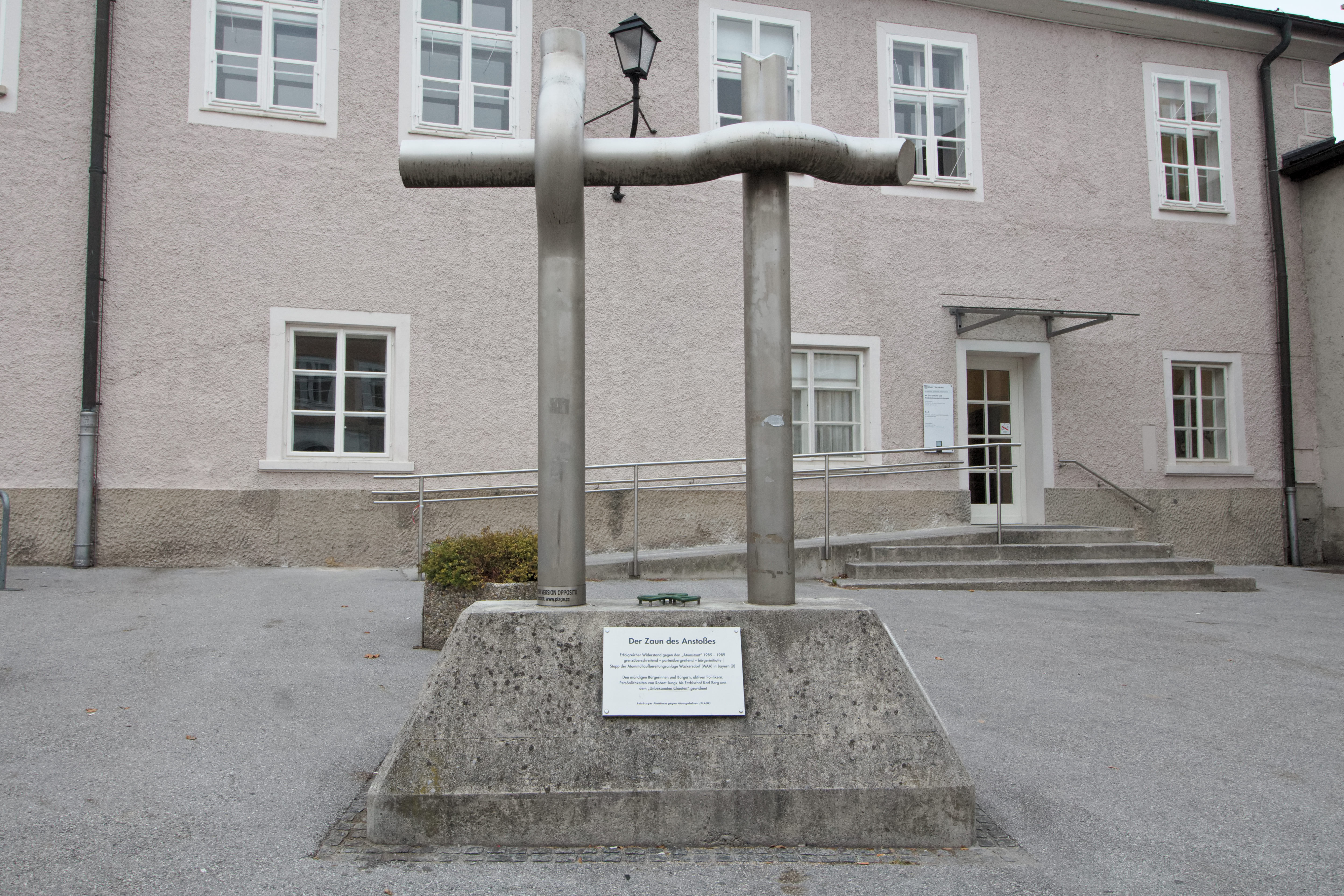
Der Zaun des Anstoßes (Mozartplatz - Salzbourg)